# San Nicolás de Bari (políptico de 1472)
San Nicolás de Bari es una pintura al temple y oro sobre tabla de 96 x 32,5 cm, de Carlo Crivelli, datada en 1472 y conservada en el Museo de Arte de Cleveland. Formaba parte del Políptico de 1472.

## Historia
El políptico, probablemente en origen en la iglesia de Santo Domingo de Fermo, fue desmembrado poco antes de 1834, y los paneles dispersados en el mercado anticuario. San Nicolás de Bari estuvo en la colección del cardenal Fesch en Roma hasta 1840, después de lo cual fue vendido en subasta y en 1840 pasó a la colección londinense del reverendo Walter Davenport-Bromley. En 1863 fue de nuevo subastado en Christie's y fue adquirido por la baronesa Kerbreck de París. En 1952, fue comprado por Hanna Fund, antes de ser entregado, por medio de donación, al museo público.

## Descripción y estilo
Sobre un fondo dorado elegantemente trabajado como un damasco, san Nicolás es representado con atuendo episcopal, con el báculo pastoral y un libro, sobre el cual reposa su tradicional atributo de las tres esferas de oro, que ofreció a otras tantas niñas pobres. El santo, un anciano canoso de barba corta, aparece pensativo, mirando de reojo hacia el espectador, embutido en el manto ricamente decorado que porta, bajo el cual aparece la ligera túnica de lino blanco que forma pliegues tubulares que bajan hasta los pies. Simplificada en volúmenes, su figura parece así una sólida columna, de la cual sobresalen las manos expresivas y el rostro siempre bien caracterizado individualmente, aportando variedad frente a los otros santos del altar.

## Otros proyectos
- Wikimedia Commons contiene immagini o altri file su San Nicola di Bari